# Muerte de Lesandro Guzman-Feliz
La Muerte de Lesandro Guzman-Feliz es un caso de homicidio que actualmente está siendo procesado por la justicia de la ciudad de Nueva York. El hecho aconteció el 20 de junio de 2018. 
Lesandro Guzmán-Feliz, un adolescente de 15 años, fue asesinado brutalmente a puñaladas por miembros de la pandilla dominicana de Los Trinitarios en un caso de identidad equivocada. Los vídeos sobre el asesinato de alguna manera empezaron a circular por Internet, desatándose una oleada de indignación pública en las redes sociales. Doce sospechosos, todos miembros de la pandilla de los Trinitarios, han sido arrestados en relación con la muerte de Guzmán Feliz.

## Descripción de los Hechos
El miércoles 20 de junio de 2018 a las 10:30 p. m., el joven de 15 años de edad, Lesandro 'Junior' Guzmán-Feliz, salió de su departamento para prestarle a un amigo cinco dólares. Estando fuera, notó que 4 vehículos sospechosos le seguían y se alarmó. Comenzó a correr y de los vehículos salieron varios pandilleros que lo persiguieron durante varias cuadras y buscó refugio en una bodega en Bathgate Avenue con East 183rd Street en The Bronx, cerca de su residencia.  Cinco miembros de la pandilla Dominicana de los Trinitarios siguieron a Guzmán-Feliz a la bodega, lo arrastraron a la acera frente a la tienda donde otros tres pandilleros más esperaban. Los dueños de las tienda y otros presenciaron el ataque, pero no intervinieron.
El incidente fue capturado por las cámaras de vigilancia de la tienda, y también en un vídeo de celular tomado desde un ángulo superior por un residente de uno de los pisos superiores del edificio. El vídeo de este teléfono celular muestra que había una docena o más de hombres en la escena posiblemente involucrados en la búsqueda de Guzmán-Feliz. También muestra que habían llegado y salido de la escena en varios vehículos diferentes. Las cámaras de vigilancia de la Bodega muestran a un hombre con lo que parece ser un machete acercarse a Guzmán-Feliz mientras yacía boca arriba en la acera, y comenzaba a balancear el machete en su torso repetidamente. Otro hombre con una camisa blanca agarra a Guzmán-Feliz con su mano izquierda y empuja repetidamente   un cuchillo contra el cuerpo de Guzmán-Feliz. Un tercer hombre vestido de negro entra corriendo y da varios cortes a Guzmán-Feliz con un cuchillo grande. Mientras Guzmán-Feliz se abre camino hacia la puerta de la bodega y la abre, un cuarto hombre con una camiseta sin mangas blanca y una gorra de béisbol roja agarra a Guzmán-Feliz por detrás y le produce una  herida mortal en el cuello con otro cuchillo grande.
Guzmán-Feliz luego sale de la bodega y corre hacia el este en la calle 183 hacia  Saint Barnabas Hospital, ubicado a pocas cuadras de distancia. Guzmán-Feliz se derrumba antes de que pueda llegar al hospital. Las imágenes del celular publicadas en las redes sociales muestran que Guzmán-Feliz colapsó en un escalón en una caseta de seguridad cerca de una de las entradas del hospital, cubierto de sangre de pies a cabeza. Los testigos que conocían a la víctima gritan frenéticamente, sujetan paños sobre sus heridas e intentan consolarlo en sus momentos de agonía. Guzmán-Feliz sucumbió a sus heridas y murió pocos minutos después del ataque.
De acuerdo con el novio de la hermana de Guzmán-Feliz, uno de los líderes de la pandilla Trinitarios declaró  vía Snapchat que el asesinato fue un caso de identidad errónea. El incidente supuestamente fue provocado por un video sexual en el que participaba la sobrina de un miembro de una pandilla y un adolescente de pelo rizado, que se parecía mucho a Guzmán-Feliz. La pandilla se disculpó por el asesinato de la familia de la víctima en las redes sociales. Además, el líder de la pandilla expulsó a los asesinos de la pandilla como resultado de este asesinato de identidad equivocado.
Se creó un hashtag, llamado #justiceforjunior y el mismo se viralizó en las redes sociales Twitter y Instagram. La indignación del público surgió cuando el vídeo gráfico del asesinato de Guzmán-Feliz comenzó a circular en Internet.
Once sospechosos han sido arrestados por cargos relacionados con el homicidio.

## Detalles sobre la víctima
"Lesandro Guzmán-Feliz" (11 de noviembre de 2002 – 20 de junio de 2018), conocido como "Junior", tenía 15 años cuando murió. Su familia incluye: su padre, Lisandro Guzman; su madre, Leandra Feliz; su hermana mayor, Genesis Collado-Feliz; y su hermano, Manuel Ortiz.
Asistió al Dr. Richard Izquierdo Health & Science Charter School, donde era un estudiante de segundo año de secundaria.
Guzmán-Feliz aspiraba a convertirse en detective y fue miembro del programa NYPD Explorers  del Departamento de Policía de Nueva York,  un grupo juvenil para jóvenes interesados en carreras policiales. Después de su muerte, el NYPD estableció una beca con el nombre de Guzmán-Feliz
Su funeral, en  Iglesia de Nuestra Señora del Monte Carmelo, contó con la asistencia de miles.  Los carga ataúdes llevaban camisetas de los New York Yankees como un guiño al equipo de béisbol favorito de Guzmán-Feliz  Él es enterrado en  Saint Raymond's Cemetery en el Bronx.

## Sospechosos
Once sospechosos han sido arrestados en relación con la muerte de Guzmán-Feliz. Todos son miembros de la pandilla dominicana de los Trinitarios.
- Kevin Álvarez, de 19 años
- Gabriel Ramirez Concepción, 26 años
- Jonaiki Martinez Estrella, 24 años
- Danel Fernandez, 21 años
- Elvin Garcia, 23 años
- Jose Muniz, 21 años
- Danilo Payamps-Pacheco, 21 años
- Manuel Rivera, 18 años
- Antonio Rodríguez Hernández Santiago, 24 años
- Diego Suero, 29 años (sospechoso de ser cabecilla)
- Jose Taverez, 21 años

La policía alegó que Suero era el cabecilla, quien ordenó el asesinato de Guzmán-Feliz.
Cuatro de los sospechosos, Fernández, Muniz, Rivera y Rodríguez están encarcelados en Rikers Island y han recibido amenazas de muerte, incluso de otros miembros de la pandilla Trinitario. Como resultado, han sido segregados de otros prisioneros y han estado recibiendo mayor protección de seguridad en la cárcel.

### Otros involucrados
El asesinato de Guzmán Feliz tiene su origen en la publicación en Facebook de vídeo sexual donde una sobrina de un miembro de los trinitarios aparece teniendo relaciones sexuales. En el vídeo aparecen tres jóvenes: la chica en cuestión, identificado en la redes sociales como Stephanie Astacio, el joven con el que mantenía relaciones (de identidad desconocida) y un tercer joven que grababa el vídeo, identificado en la redes sociales como Irving Ozuna, la persona que supuestamente lo subió a Facebook y que confundieron con la víctima.